# Titularbistum Oenoanda
Oenoanda ist ein Titularbistum der römisch-katholischen Kirche. 
Es geht zurück auf einen untergegangenen Bischofssitz in der antiken Stadt Oinoanda, die in der römischen Provinz Lycia lag. Der Bischofssitz war der Kirchenprovinz Myra zugeordnet.
| Titularbischöfe von Oenoanda |                                    |                                                |                |                   |
| Nr.                          | Name                               | Amt                                            | von            | bis               |
| 1                            | Francis Xavier Sanguon Souvannasri | Apostolischer Vikar von Chanthaburi (Thailand) | 8. Januar 1953 | 18. Dezember 1965 |